# Вилхелм фон Валдбург-Цайл
Вилхелм Франц Мария Кристиан фон Валдбург-Цайл-Траухбург (на немски: Fürst Wilhelm Franz Maria Christian von Waldburg zu Zeil und Trauchburg; * 26 ноември 1835, Нойутраухбург, Алгой; † 20 юли 1906, дворец Цайл в Цайл ам Майн) е наследствен граф, 4. княз на Валдбург-Цайл-Траухбург и имперски главен трушсес, от 1872 до 1899 г. президент на вюртембергската камера на съсловните господари, наследник на Вурцах-Кислег (1 август 1903).

## Биография
Той е най-големият син на Костантин фон Валдбутг-Цайл, 3. княз на Валдбург-Цайл-Траухбург (1807 – 1862), и съпругата му графиня Максимилиана фон Кват цу Викрат и Исни (1813 – 1874), дъщеря на граф Вилхелм Ото Фридрих Алберт фон Кват цу Викрат и Исни (1783 – 1849) и графиня Мария Анна фон Турн-Валсасина (1788 – 1867).
Вилхелм следва в университетите на Фрайбург, Париж и Мюнхен. Той предприема пътувания и след това следва селско стопанство и лесничейство в Академията Хоенхайм в Щутгарт.
От 1859 до 1860 г. е аташе в кралското баварско посолство в Кралство Хановер. От 1861 г. е заместник на баща му във Вюртембегската камера на господарите. След смъртта на баща му от 1862 г. до смъртта си е наследствен член на Първата камера на вюртембергските съсловия. Княз Вилхелм също е член на Баварската камера на съсловията на Баварската корона.
През войните през 1866 и от 1870 до 1871 г. се занимава с организацията на лазаретите и транспорта на ранените. От 1871 до 1872 г. той е член на немската имперска партия в първия Райхстаг. В началото на 1872 г. се отказва от мандата си в Райхстага.
От 1872 до 1899 г. е президент на Първата камера на вюртембергските племена. От 1899 г. по здравословни причини е заместван в народното събрание от синът му, наследствения граф, Георг.
Вилхелм е почетен гроскомтур на баварския кралски Св.-Георг-Орден. Вилхелм фон Валдбург-Цайл-Траухбург наследява княз Еберхард II от линията фон Валдбург цу Цайл и Вурцах през 1903 г. и оттогава носи титлата на княз фон Валдбург цу Цайл-Траухбург и Вурцах.
Умира на 70 години на 20 юли 1906 в дворец Цайл.

## Фамилия
Първи брак: на 24 февруари 1862 г. във Волфег с графиня Мария Йозефа фон Валдбург-Волфег-Валдзее (* 20 април 1840, Волфег; † 11 май 1885, дворец Цайл), дъщеря на 2. княз Фридрих Карл Йозеф фон Валдбург-Волфег-Валдзее (1808 – 1871) и графиня Елизабет фон Кьонигсег-Аулендорф (1812 – 1886). Те имат пет деца:
- Георг (* 27 май 1866; † 29 май 1866)
- Георг фон Валдбург-Цайл-Траухбург (* 29 май 1867, дворец Цайл; † 2 септември 1918, Хотес-Алаинес в битка, кантон Перон), 5. княз на Валдбург-Цайл-Траухбург, женен на 8 май 1897 г. във Виена за алт-графиня Мария Тереза цу Залм-Райфершайт-Райц (* 31 октомври 1869, Фиренце, Италия; † 27 август 1930, Оберау при Ванген); имат шест деца
- Вилибалд Фридрих фон Траухбург (* 8 октомври 1871, Цайл; † 31 март 1947, Римпах), отказва се от княжеската си титла, женен два пъти морганатичен брак I. на 18 февруари 1900 г. в Айнзиделн за Бабета Жираскова (* 28 януари 1861, Прага; † 19 септември 1923, Ротенмюнстер), II. 1924 г. в Бад Вьорисхофен за Тереза Трьобер (* 31 май 1895, Бад Вьорисхофен; † 30 септември 1953, Римпах); имат два сина
- Антон фон Валдбург-Цайл-Траухбург (* 28 юли 1873, Цайл; † 14 октомври 1948, Ратценрид), граф на Валдбург-Цайл-Траухбург, женен на 28 април 1902 г. в Ратценрид за графиня Мария Имакулата фон Беролдинген (* 28 април 1880, Щутгарт; † 21 юли 1943, Цайл), имат един син
- Константин фон Валдбург-Цайл-Траухбург (* 1 декември 1874, Цайл; † 25 януари 1935, Улм), граф на Валдбург-Цайл-Траухбург, неженен

Втори брак: на 23 май 1889 г. в Брегенц, Австрия, с принцеса Мария Георгина фон Турн и Таксис (* 25 декември 1857, Регенсбург; † 13 февруари 1909, Мюнхен), дъщеря на княз Максимилиан Карл фон Турн и Таксис (1802 – 1870) и втората му съпруга принцеса Матилда София фон Йотинген-Йотинген и Йотинген-Шпилберг (1816 – 1886). Те имат един син:
- Мария Вилхелм Карл Максимилиан фон Валдбург-Цайл-Траухбург (* 19 януари 1890, дворец Цайл; † 28 юли 1927, инцидент с кола, Обералпстрасе, Граубюнден), граф на Валдбург-Цайл-Траухбург, женен на 28 септември 1921 г. във Виена за алт-графиня Мария-Тереза Игнация Йозефа Августа Петронила Гизела цу Залм-Райфершайт-Райц (* 28 февруари 1896, Виена; † 17 януари 1985, Римпах, Вюртемберг); имат две дъщери[7]